# Realització tècnica del servei de missatges curts (GSM)
El servei de missatges curts es realitza mitjançant l'ús de la part d'aplicació mòbil (MAP) del protocol SS7, amb elements del protocol de missatges curts que es transporten a través de la xarxa com a camps dins dels missatges MAP. Aquests missatges MAP es poden transportar mitjançant la senyalització "tradicional" basada en TDM, o per IP utilitzant SIGTRAN i una capa d'adaptació adequada.

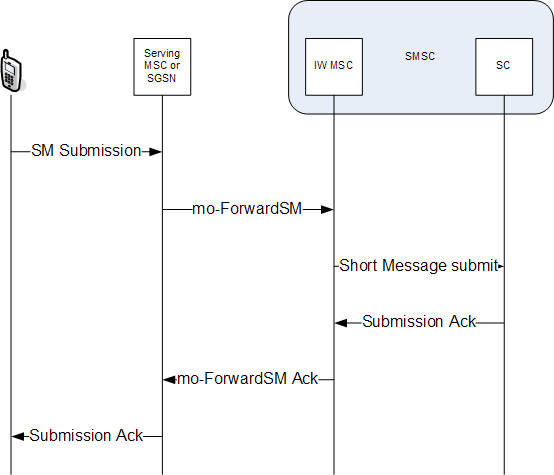
Flux de trucades per al servei de missatges curts d'origen mòbil

## Protocol
El protocol de missatges curts en si està definit per 3GPP TS 23.040 per al servei de missatges curts - punt a punt (SMS-PP), i 3GPP TS 23.041 per al servei de difusió cel·lular (CBS).
Es defineixen quatre procediments MAP per al control del servei de missatges curts:
- Transferència de servei de missatges curts amb origen mòbil (MO);
- Transferència del servei de missatges curts amb terminació mòbil (MT);
- Procediment d'alerta de missatges curts;
- Procediment del conjunt de dades de missatges curts en espera.

## Transferència del servei de missatges curts de MO
El diagrama de la dreta representa un flux de trucades simplificat per a l'enviament satisfactori d'un missatge curt (SM) originat per mòbils.
Quan l'abonat envia un missatge curt, el telèfon envia el missatge de text per la interfície aèria al centre de commutació mòbil (MSC) / al node de suport GPRS (SGSN). Juntament amb el text real del missatge breu, s'inclouen l'adreça de destinació de l'SM i l'adreça del centre de servei de missatges curts (SMSC), aquesta última extreta de la configuració del telèfon emmagatzemada a la targeta SIM.
Independentment de la tecnologia d'interfície aèria, el VMSC/SGSN invoca el paquet de servei MAP MAP_MO_FORWARD_SHORT_MESSAGE per enviar el text a l'MSC d'interfunció del centre de serveis l'adreça del qual va ser proporcionada pel telèfon. Aquest servei envia l'operació MAP mo-ForwardSM a l'SMSC identificat a l'enviament SM des del telèfon, incrustat dins d'un missatge de la part d'aplicació de capacitats de transacció (TCAP) i transportat per la xarxa principal mitjançant la part de control de connexió de senyalització (SCCP).
El MSC d'interfuncionament de l'SMSC, en rebre el missatge MAP mo-ForwardSM, passa l'SMS-PP Unitat de dades del protocol d'aplicació (APDU) que conté el missatge de text al Centre de serveis (SC) real de l'SMSC per emmagatzemar-lo, i el posterior "enviament" (entrega) a l'adreça de destinació i el SC retorna un reconeixement que indica l'èxit o el fracàs. Un cop rebut aquest estat d'enviament del Centre de Servei, el MSC d'interfuncionament enviarà una indicació adequada al VMSC/SGSN de l'abonat remitent. L'estat d'enviament del missatge es reenvia, a través de la interfície aèria, al telèfon de l'abonat.

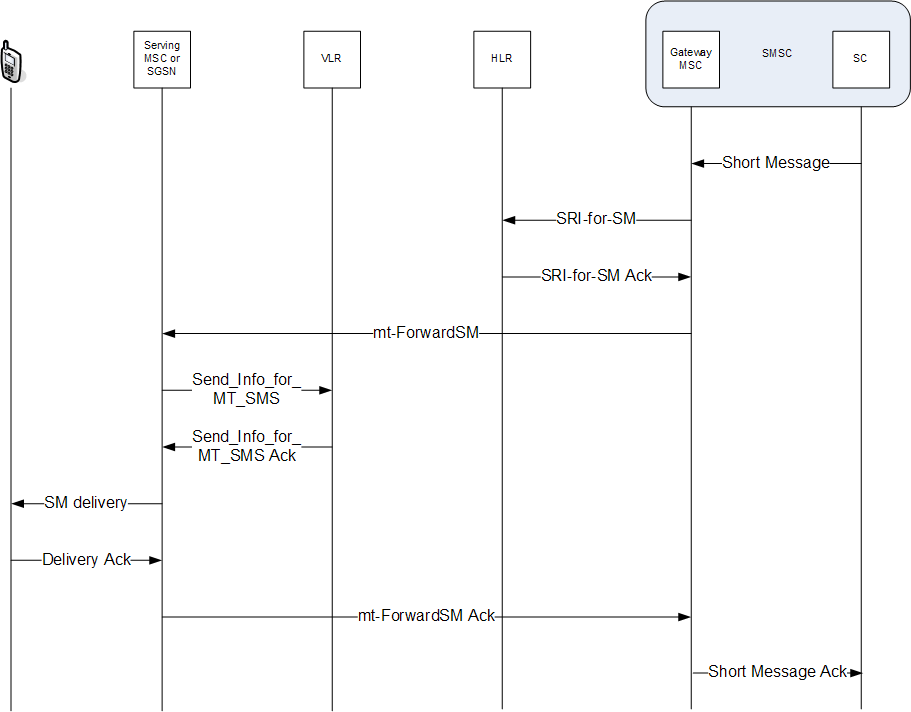
Flux de trucades per al servei de missatges curts amb terminació mòbil

## Transferència del servei de missatges curts de MT
La figura de la dreta mostra un flux de trucades per a l'entrega de missatges curts amb terminació mòbil. Per simplificar, s'han omès algunes de les interaccions entre el VMSC i el VLR, i el VMSC i el telèfon, i només es mostra el cas en què l'encaminament domèstic de SMS no està en ús.
Quan l'SMSC determina que ha d'intentar enviar un missatge curt a la seva destinació, enviarà l'APDU SMS-PP que conté el missatge de text, el "B-Party" (número de telèfon de destinació) i altres detalls al MSC Gateway (GMSC). ) component lògic de l'SMSC. El GMSC, en rebre aquest missatge breu, ha de descobrir la ubicació de la part B per poder lliurar correctament el text al destinatari (el terme MSC Gateway, en aquest context, indica un MSC que està obtenint informació d'encaminament del Registre d'ubicacions domèstiques (HLR). Per fer-ho, el GMSC invoca el paquet de serveis MAP MAP_SEND_ROUTING_INFO_FOR_SM, que envia un missatge MAP sendRoutingInfoForSM (SRI-for-SM) a l'HLR del número de destinació, sol·licitant la seva ubicació actual. Aquest missatge SRI-for-SM es pot enviar a un HLR de la mateixa xarxa que l'SMSC, o mitjançant una interconnexió a un HLR en una PLMN estrangera, depenent de quina xarxa pertanyi l'abonat de destinació.